# Szűcs Lajos (labdarúgó, 1943)
Szűcs Lajos (Apatin, 1943. december 10. – Budapest, 2020. július 12.) olimpiai bajnok magyar labdarúgó, balfedezet, beállós, középpályás. Az év labdarúgója (1968, 1971), egyszeres világválogatott (1968). Felesége Pécsi Ildikó Kossuth-díjas színművésznő volt.

## Pályafutása

### Klubcsapatban
Az Újpesti Dózsa ifjúsági csapatában kezdte pályafutását, majd Dorogon lett első osztályú játékos. 1966 és 1969 között a Ferencváros labdarúgója volt. Itt kétszeres magyar bajnok és VVK (UEFA-kupa) döntős. 1971-ben nagy meglepetésre Kispestre a Honvédhoz igazolt. A Honvédnál hat idényt töltött el. 1977-ben 34 évesen a másodosztályú Bp. Vasas Izzóhoz szerződött és a csapattal kiharcolta az NB I-es szereplést. 1980-ban itt fejezte be az aktív sportot, de még 1982-ben egy rövid időt a hévízi csapatban szerepelt. Az első osztályban összesen 377 bajnoki mérkőzésen 30 gólt szerzett.

### A válogatottban
A magyar válogatottban 1967 és 1973 között 37 alkalommal szerepelt és két gólt szerzett. 1968-as mexikói olimpia bajnoka, 1972-ben a müncheni olimpián ezüstérmes. Az olimpia válogatottban 11 alkalommal szerepelt és 4 gólt lőtt. 1972-ben a belgiumi labdarúgó Európa-bajnokság 4. helyezettje. 1968-ban a világválogatott tagja Brazília ellen Rio de Janeiróban, Novák Dezsővel, Albert Flóriánnal és Farkas Jánossal együtt. Ugyanebben az évben az Aranylabda-szavazáson 17. helyezett.

### Edzőként
1981-ben szerzett edzői oklevelet a Testnevelési Főiskolán. 1980–1995 között a Ferencváros utánpótlás, tartalék és ifjúsági csapat edzője illetve alkalmanként a felnőtt csapat pályaedzője.

## Sikerei, díjai
- Olimpiai játékok
  - aranyérmes: 1968, Mexikóváros
  - ezüstérmes: 1972, München
- Európa-bajnokság
  - 4.: 1972, Belgium
- Magyar bajnokság
  - bajnok: 1967, 1968
- Vásárvárosok kupája
  - döntős: 1967–68
- Az év magyar labdarúgója: 1968, 1971
- Az FTC aranydiplomája (1992)
- A Magyar Köztársasági Érdemrend tisztikeresztje (1995)
- Gödöllő díszpolgára (2013)[4]

## Statisztika

### Mérkőzései a válogatottban
| Magyarország | Magyarország         | Magyarország                            | Magyarország  | Magyarország | Magyarország  | Magyarország         | Magyarország | Magyarország |
| #            | Dátum                | Helyszín                                | Hazai         | Eredmény     | Vendég        | Kiírás               | Gólok        | Esemény      |
| ------------ | -------------------- | --------------------------------------- | ------------- | ------------ | ------------- | -------------------- | ------------ | ------------ |
| 1.           | 1967. április 23.    | Budapest, Népstadion                    | Magyarország  | 1 – 0        | Jugoszlávia   | barátságos           | -            |              |
| 2.           | 1967. május 10.      | Budapest, Népstadion                    | Magyarország  | 2 – 1        | Hollandia     | Eb-selejtező         | -            |              |
| 3.           | 1967. május 24.      | Koppenhága, Idrætspark                  | Dánia         | 0 – 2        | Magyarország  | Eb-selejtező         | -            |              |
| 4.           | 1967. szeptember 6.  | Bécs, Práter-stadion                    | Ausztria      | 1 – 3        | Magyarország  | barátságos           | -            |              |
| 5.           | 1967. szeptember 27. | Budapest, Népstadion                    | Magyarország  | 3 – 1        | NDK           | Eb-selejtező         | -            |              |
| 6.           | 1967. október 29.    | Lipcse, Zentralstadion                  | NDK           | 1 – 0        | Magyarország  | Eb-selejtező         | -            |              |
| 7.           | 1968. május 4.       | Budapest, Népstadion                    | Magyarország  | 2 – 0        | Szovjetunió   | Eb-selejtező         | -            |              |
| 8.           | 1968. május 11.      | Moszkva, Lenin-stadion                  | Szovjetunió   | 3 – 0        | Magyarország  | Eb-selejtező         | -            |              |
|              | 1968. október 13.    | Guadalajara, Estadio Jalisco (MEX)      | Magyarország  | 4 – 0        | Salvador      | olimpiai C csoport   | -            |              |
|              | 1968. október 15.    | Guadalajara, Estadio Jalisco (MEX)      | Magyarország  | 2 – 2        | Ghána         | olimpiai C csoport   | -            |              |
|              | 1968. október 17.    | Guadalajara, Estadio Jalisco (MEX)      | Magyarország  | 2 – 0        | Izrael        | olimpiai C csoport   | -            |              |
|              | 1968. október 20.    | Guadalajara, Estadio Jalisco (MEX)      | Magyarország  | 1 – 0        | Guatemala     | olimpiai negyeddöntő | -            | 69'          |
|              | 1968. október 22.    | Mexikóváros, Estadio Azteca (MEX)       | Magyarország  | 5 – 0        | Japán         | olimpiai elődöntő    | -            | 30' 60' 75'  |
|              | 1968. október 26.    | Mexikóváros, Estadio Azteca (MEX)       | Magyarország  | 4 – 1        | Bulgária      | olimpiai döntő       | -            |              |
| 9.           | 1969. május 25.      | Budapest, Népstadion                    | Magyarország  | 2 – 0        | Csehszlovákia | vb-selejtező         | -            |              |
| 10.          | 1969. június 8.      | Dublin, Lansdowne Road                  | Írország      | 1 – 2        | Magyarország  | vb-selejtező         | -            |              |
| 11.          | 1969. június 15.     | Koppenhága, Idrætspark                  | Dánia         | 3 – 2        | Magyarország  | vb-selejtező         | -            |              |
| 12.          | 1969. szeptember 14. | Prága, Stadion Letná                    | Csehszlovákia | 3 – 3        | Magyarország  | vb-selejtező         | -            |              |
| 13.          | 1969. október 22.    | Budapest, Népstadion                    | Magyarország  | 3 – 0        | Dánia         | vb-selejtező         | 1            | 29'          |
| 14.          | 1969. november 5.    | Budapest, Népstadion                    | Magyarország  | 4 – 0        | Írország      | vb-selejtező         | -            | 90′          |
| 15.          | 1971. április 4.     | Bécs, Práter-stadion                    | Ausztria      | 0 – 2        | Magyarország  | barátságos           | -            | 46'          |
| 16.          | 1971. április 24.    | Budapest, Népstadion                    | Magyarország  | 1 – 1        | Franciaország | Eb-selejtező         | -            |              |
| 17.          | 1971. július 22.     | Rio de Janeiro, Maracanã Stadion        | Brazília      | 0 – 0        | Magyarország  | barátságos           | -            |              |
| 18.          | 1971. szeptember 1.  | Budapest, Népstadion                    | Magyarország  | 2 – 1        | Jugoszlávia   | barátságos           | -            |              |
| 19.          | 1971. szeptember 25. | Budapest, Népstadion                    | Magyarország  | 2 – 0        | Bulgária      | Eb-selejtező         | -            |              |
| 20.          | 1971. október 9.     | Párizs, Colombes Stadion                | Franciaország | 0 – 2        | Magyarország  | Eb-selejtező         | -            |              |
| 21.          | 1971. október 27.    | Budapest, Népstadion                    | Magyarország  | 4 – 0        | Norvégia      | Eb-selejtező         | 1            | 64'          |
| 22.          | 1971. november 14.   | Valletta                                | Málta         | 0 – 2        | Magyarország  | vb-selejtező         | -            |              |
| 23.          | 1972. január 12.     | Madrid, Santiago Bernabéu stadion       | Spanyolország | 1 – 0        | Magyarország  | barátságos           | -            |              |
| 24.          | 1972. március 29.    | Budapest, Népstadion                    | Magyarország  | 0 – 2        | NSZK          | barátságos           | -            |              |
| 25.          | 1972. április 29.    | Budapest, Népstadion                    | Magyarország  | 1 – 1        | Románia       | Eb-selejtező         | -            |              |
| 26.          | 1972. május 6.       | Budapest, Megyeri úti stadion           | Magyarország  | 3 – 0        | Málta         | vb-selejtező         | -            |              |
| 27.          | 1972. május 14.      | Bukarest                                | Románia       | 2 – 2        | Magyarország  | Eb-selejtező         | -            |              |
| 28.          | 1972. május 25.      | Stockholm, Råsunda Stadion              | Svédország    | 0 – 0        | Magyarország  | vb-selejtező         | -            |              |
| 29.          | 1972. június 17.     | Liège, Stade Maurice Dufrasne           | Belgium       | 2 – 1        | Magyarország  | Eb 3. helyért        | -            | 46'          |
| 30.          | 1972. augusztus 27.  | Nürnberg, Frankenstadion (FRG)          | Magyarország  | 5 – 0        | Irán          | olimpiai csoportkör  | -            |              |
|              | 1972. augusztus 29.  | München, Olimpiai Stadion (FRG)         | Magyarország  | 2 – 2        | Brazília      | olimpiai csoportkör  | -            |              |
| 31.          | 1972. augusztus 31.  | Augsburg, Rosenaustadion (FRG)          | Dánia         | 0 – 2        | Magyarország  | olimpiai csoportkör  | -            |              |
| 32.          | 1972. szeptember 3.  | Passau, Drei-Flüsse Stadion (FRG)       | Magyarország  | 2 – 0        | NDK           | olimpiai középdöntő  | -            |              |
|              | 1972. szeptember 6.  | München, Olimpia Stadion                | NSZK          | 1 – 4        | Magyarország  | olimpiai középdöntő  | -            | Sárga lap    |
|              | 1972. szeptember 8.  | Regensburg (FRG)                        | Magyarország  | 2 – 0        | Mexikó        | olimpiai középdöntő  | -            |              |
| 33.          | 1972. szeptember 10. | München, Olimpia Stadion (FRG)          | Lengyelország | 2 – 1        | Magyarország  | olimpiai döntő       | -            |              |
| 34.          | 1972. október 15.    | Bécs, Práter-stadion                    | Ausztria      | 2 – 2        | Magyarország  | vb-selejtező         | -            |              |
| 35.          | 1973. április 29.    | Budapest, Népstadion                    | Magyarország  | 2 – 2        | Ausztria      | vb-selejtező         | -            |              |
| 36.          | 1973. május 16.      | Karl-Marx-Stadt, Ernst Thälmann Stadion | NDK           | 2 – 1        | Magyarország  | barátságos           | -            |              |
| 37.          | 1973. június 13.     | Budapest, Népstadion                    | Magyarország  | 3 – 3        | Svédország    | vb-selejtező         | -            |              |
|              | Összesen             |                                         |               | 37           | mérkőzés      |                      | 2            | gól          |